# Test de Percepción de Diferencias - Revisado (CARAS-R)
El Test de Percepción de Diferencias- Revisado, también conocido con el nombre de CARAS-R, es la 11° edición, revisada y ampliada. Ha sido ampliamente utilizado con el objetivo de evaluar aspectos perceptivos y atencionales en contexto de orientación y evaluación. Fue creado por Louis León Thurstone, Thelma Gwinn Thurstone y Mariano Yela en el año 2012. 

Objetivo: Medir las amplitudes perceptivas y atencionales. 
Funcionamiento: consta de 60 elementos gráficos; cada uno de ellos está formado por tres dibujos esquemáticos de cara con la boca ceja y pelo representados con trazos elementales. Dos de las caras son iguales y la tarea consiste en determinar cual es la diferente y tacharla.

## Administración
- Material para realizar la prueba:

1. Manual: en él se incluye las instrucciones de aplicación, corrección e interpretación.
2. Ejemplar Autocorregible: contiene los elementos de la prueba y está diseñado para anotar en él las respuestas y poder proceder a su corrección
3. Cronometro
4. Lápiz 

- Administración de la prueba: se administra en forma individual o colectivamente.

- Tiempo: se fija un tiempo de 3 minutos.

- Registro de la prueba: se registra la reacción del sujeto a la situación de prueba, su comportamiento a lo largo de ella, y en especial toda conducta que en el curso del test se desvié de las normas señaladas. En ningún caso se considerará que el test ha fracasado. Registrar si el sujeto esta fatigado para tenerlo en cuenta en el diagnóstico. Estos datos se anotan en el protocolo de registro.

## Normas de Corrección
Una vez se haya completado el test, el examinador debe separar la hoja del ejemplar donde el sujeto ha marcado las caras y seguir las instrucciones que aparecen en la hoja de copia. No se contabilizará el número de omisiones cometidas por el sujeto.
- Las puntuaciones a calcular son las siguientes:

1. Aciertos (A): se concederá ‘’’un punto’’’ por cada una de las caras que aparecen tachadas en la hoja de copia. El número total de marcas en el número de aciertos.
2. Errores (E): se contará cada una de las cruces que haya marcado el sujeto y que no tache ninguna cara. El número de total de marcas en espacios en blanco será el número de errores.
3. Aciertos Netos (A-E): se calcula resultado al número total de aciertos en el número total de errores de sujeto.
4. Índice de Control de la Impulsividad (ICI): se calcula dividiendo el número de aciertos netos entre el número de respuestas dadas por el sujeto(A+E), se multiplica el índice por 100 eliminar las cifras decimales, la fórmula para su cálculo será la siguiente: (A-E/A+E)*100